# Liste der Wappen in der Provinz Teramo
Die Liste der Wappen in der Provinz Teramo enthält alle in der Wikipedia gelisteten Wappen der Orte der Provinz Teramo in der Region Abruzzen in Italien. In dieser Liste werden die Wappen mit dem Gemeindelink angezeigt. 

## Wappen der Provinz Teramo

Provinz Teramo
Lage der Provinz Teramo in Italien

## Wappen der Orte der Provinz Teramo

Alba Adriatica
Ancarano
Arsita
Atri
Basciano
Bellante
Bisenti
Campli
Canzano
Castel Castagna
Castellalto
Castelli
Castiglione Messer Raimondo
Castilenti
Cellino Attanasio
Cermignano
Colledara
Colonnella
Controguerra
Corropoli
Cortino
Crognaleto
Fano Adriano
Giulianova
Isola del Gran Sasso d’Italia
Martinsicuro
Montefino
Montorio al Vomano
Morro d’Oro
Mosciano Sant’Angelo
Nereto
Notaresco
Penna Sant’Andrea
Pietracamela
Pineto
Rocca Santa Maria
Roseto degli Abruzzi
Sant’Egidio alla Vibrata
Sant’Omero
Silvi
Torano Nuovo
Torricella Sicura
Tortoreto
Tossicia
Valle Castellana